# Kuglehob
En kuglehob er en samling af stjerner/stjernehobe der kan indeholde flere millioner stjerner. Stjernerne i kuglehobe er dannet over en (astronomisk set) meget kort periode, blot et par milliarder år. Gode eksempler på kuglehobe er Messier 13 (NGC 6205) i stjernebilledet Hercules på den nordlige himmelhalvkugle og Messier 80 (NGC 6093) i Scorpius på den sydlige.
En ganske særligt bemærkelsesværdig kuglehob er den enormt store og flotte Omega Centauri (NGC 5139) i stjernebilledet Centaurus, som indeholder ca. 10 millioner stjerner. Når man zoomer ind på midten af den på et område, som indeholder 50.000 stjerner, ville et lige så stort område omkring vores Sol kun indeholde 6 stjerner!
Næsten alle kuglehobene i vor galakses halo er overmåde gamle, 10-12 milliarder år og menes dannet samtidig med selve galaksen – et antal af dem mistænkes for at være kerner af dværggalakser, som er indgået i den oprindelige dannelse af Mælkevejen, eller som senere er indfanget af denne.
Der findes også en anden type stjernehobe kaldet åbne hobe. De er af en ganske anderledes karakter end kuglehobene og selv de største af dem indeholder langt færre stjerner end en kuglehob, men det betyder ikke at de er mindre flotte.

## Eksterne links
- A Middleweight Black Hole is Hiding at the Center of a Giant Star Cluster. Smithsonian 2017
- Hubble Sees the Oldest Cluster in Milky Way Neighbor. NASA 2018

- Wikimedia Commons har flere filer relateret til Kuglehob

| Astronomi | Spire Denne artikel om astronomi er en spire som bør udbygges. Du er velkommen til at hjælpe Wikipedia ved at udvide den. |